# Романюк, Сергей Константинович
Серге́й Константи́нович Романю́к (6 августа 1933, Ленинград — 31 июля 2015, Москва) — советский и российский историк, краевед, москвовед. Лауреат Макарьевской премии в номинации «История Москвы и историческое краеведение» (2008—2009); лауреат Премии фонда имени Д. С. Лихачёва (2012).

## Биография
Родился в семье специалиста по электротехнике, одного из организаторов электровакуумной промышленности СССР, лауреата Сталинской премии (1948) Константина Бонифатьевича Романюка (1895—1964); мать — Христина Ивановна, урождённая Геер (1899—1980).
В 1935 году семья переехала в Москву. Это было связано с организацией радиозавода в подмосковным Фрязино. Жили в элитном доме в Телеграфном переулке (дом № 11). После эвакуации учился в школе № 313 (1943—1951).
Окончил географический факультет МГУ по специальности экономическая география. Затем четверть века работал инженером на кафедре физического факультета Московского университета.
В 1954 году Романюк переехал на Чистопрудный бульвар, дом № 11. Этому дому была посвящена одна из первых исторических статей Романюка, в которой он показал, что здесь раньше находились, как считавшиеся утерянными, палаты Витали.
Публиковать очерки по истории Москвы он начал с 1974 года: 6 апреля 1974 года читатели газеты «Вечерняя Москва» в рубрике «Листая подшивки старых газет» увидели статью нового автора. Затем появилась его первая биография московского дома — дворца Румянцева-Задунайского, в котором ныне находится посольство Белоруссии в России. В 1983 году он появился среди авторов книг серии «Биография московского дома» и позже был рецензентом брошюр этой серии.
Несомненной заслугой Романюка является установление точного местонахождения дома, в котором родился А. С. Пушкин.
Одна из последних его работ называлась «Чистый пруд — Поганый пруд?», в которой он, на основе архивных документов, с точными ссылками и выверенными рассуждениями, доказал, что Чистый пруд, существующий сегодня на бульваре, и Поганый пруд, существовавший до XVIII века, не связаны между собой. Он дал иное, по сравнению с принятым ранее, объяснение происхождению названия «Поганый пруд».
Лауреат Макарьевской премии (2008—2009; вторая премия) в номинации «История Москвы и историческое краеведение» за книгу за книгу «Москва. Остров: Путеводитель» и Премии фонда имени Д. С. Лихачёва (2012).
Скончался 31 июля 2015 года. Похоронен на Донском кладбище.

## Публикации
Автор 11 книг и почти 200 статей по истории Москвы, печатавшихся в газетах и журналах: «Наука и жизнь», «Жилищное и коммунальное хозяйство», «Городское хозяйство Москвы», «Вопросы истории», «Архитектура и строительство Москвы», «Московский журнал». В течение пяти лет (1982—1987) С. К. Романюк вёл в журнале «Городское хозяйство Москвы» рубрику «Сокровища московских переулков». Увлечение Романюка английской культурой воплотилось в ряде его работ: книга «Русский Лондон», статьи об авторе проекта гостиницы «Метрополь» Вильяме Валькоте, о дворце Уилтон-Хаус, об англичанах в Москве.
Основные труды:
- Москва вчера и сегодня. Фотоальбом / Сост. В. Л. Глазычев; текст Т. Авериной, В. Глазычева, С. Романюка. — [1-изд.]. — М.: Моск. рабочий, 1978. — 238 с., ил.; 2-е изд., перераб. — М.: Моск. рабочий, 1980. — 228 с., ил.
- Улица Немировича-Данченко, 6. — М.: Моск. рабочий, 1983. — 63 с. 8 л. ил. — (Серия «Биогр. моск. дома»).
- Из истории московских переулков. — М.: Моск. рабочий, 1988. — 303,[1] с. ил.; [2-е изд.]. — М.: «Сварог и Ко», 1998. — 647 с.; 2. изд., доп. — М.: «Сварог и Ко», 2003 (ОАО Можайский полигр. комб.). — 647 с. ил.;
- Москва. Утраты: [О разрушениях архит. памятников в Москве после 1917 г.] // Худож. П. В. Панухин. — М.: ПТО «Центр», 1992. — 333,[2] с. ил.;
- Между Садовым кольцом и Камер-коллежским валом. — М.: «Сварог и Ко», 1998. — 625,[2] с. — (Серия «По землям моск. сёл и слобод»);
- Между Камер-коллежским валом и современной границей города. — М., 1999. — 507, [1] с. — (Серия «По землям моск. сёл и слобод»).
- В поисках пушкинской Москвы. — [1-езд.]. — М.: Профиздат, 2000. — 253, [2] с., [4] л. портр. ил., портр.; [2-езд.]. — М.: Профиздат, 2001. — 253, [2] с., [4] л. портр. ил., портр., факс.
- Кремль. Красная площадь: путеводитель. — М.: АНО ИЦ «Москвоведение», Моск. учеб., 2004. — 381, [2] с. ил., портр., цв. ил., портр. — (Серия «Нов. моск. путеводитель»).
- Москва. Китай-город: путеводитель. — М.: АНО ИЦ «Москвоведение», Моск. учеб., 2007. — 318, [1] с. ил., портр., цв. ил., портр. — (Серия «Нов. моск. путеводитель»).
- Москва за Садовым кольцом: энциклопедия. — М.: АСТ, Астрель, 2007. — 896 с., [20] л. ил., цв. ил.
- Москва. Вокруг Кремля и Китай-города: путеводитель. — М.: АНО ИЦ «Москвоведение», Моск. учебники, 2008. — 367 с. ил., портр., цв. ил., портр. — (Серия «Нов. моск. путеводитель»).
- Русский Лондон: первый и единственный путеводитель по местам, связанным с пребыванием русских в британской столице. — М.: АСТ, Астрель, 2009. — 479, [1] с., [48] л. ил., цв. ил., портр., цв. портр., факс.
- Москва. Остров: путеводитель. — М.: АНО ИЦ «Москвоведение», Моск. учебники, 2009. — 271 с. цв. ил. — (Серия «Нов. моск. путеводитель»).
- Вся Москва. Путеводитель. — М.: АСТ: Астрель, 2010. −319 с.: цв. ил
- Москва за Садовым кольцом. — М.: АСТ, Астрель, 2011. — 896 с., [20] л. ил., цв. ил.
- Сердце Москвы. От Кремля до Белого города. — М.: Центрполиграф, 2013. — 909 с. — (Серия «Москва и Подмосковье. История. Памятники. Судьбы»).
- Переулки старой Москвы: история, памятники архитектуры, маршруты. — М.: Центрполиграф , 2014. — 830, [1] с. ил., портр.
- Покровка. От Малой Дмитровки в Заяузье. — М.: Центрполиграф, 2015. — 256 с., ил. — (Серия «Прогулки по Москве с Сергеем Романюком»).
- Чистые пруды. От Столешников до Чистых прудов. — М.: Центрполиграф, 2015. — 384 с., ил. — (Серия «Прогулки по Москве с Сергеем Романюком»).
- Остоженка. От Остоженки до Тверской. — М.: Центрполиграф, 2015. — 352 с., ил. — (Серия «Прогулки по Москве с Сергеем Романюком»).